# Motown (Film)
Motown ist ein deutscher Kinofilm aus dem Jahr 2003. Stefan Barth führte Regie und schrieb das Drehbuch. Oli.P und Doreen Jacobi sind in den Hauptrollen besetzt.

## Handlung
Motown erzählt die Geschichte von vier Freunden, die Mitte Zwanzig sind, und spielt in der  Weihnachtszeit, genauer im Zeitraum 1. bis 24. Dezember – wobei ein jeder Tag durch ein Türchen im Adventskalender markiert wird.  
Duke kehrt nach einem Jahr in den USA nach Deutschland zurück. Seine besten Freunde Vince, Oli und Pat holen ihn am Bahnhof ab und schleppen ihn sogleich ins Motown, ihre alte Stammkneipe. Das Motown ist der Mikrokosmos der vier Freunde, ihre Welt, in der ein Großteil der Handlung des Films spielt.
Duke ist überrascht, als er erfährt, dass Pat, ein erfolgreicher Werbemanager, heiraten will. Seine Auserwählte heißt Diaz. Als Duke sie das erste Mal sieht, trifft es ihn wie ein Blitz – es ist Liebe auf den ersten Blick. Auch Diaz spürt schnell, dass sie etwas für Duke empfindet – mehr, als für ihren Zukünftigen Pat. Beide versuchen ihre Gefühle füreinander zu unterdrücken. Duke will seinen besten Freund nicht verletzen und außerdem hat er seinen Freunden gerade verkündet, dass er nach Weihnachten zurück in die USA gehen werde – voraussichtlich für immer. Doch irgendwann können Duke und Diaz dem gegenseitigen Verlangen nicht mehr länger widerstehen.
Zur selben Zeit hat der ewige Student Oli ein ganz ähnliches Problem. Er war schon immer in Ria verliebt, die Frau seines Halbbruders Vince, hat aber akzeptiert, dass diese Liebe keine Chance haben wird. Auch er will Vince nicht verletzen. Doch als der schamlose Womanizer Vince einmal mehr Rias Gefühle mit Füßen tritt und Ria Trost bei Oli sucht, geschieht es: Oli und Ria schlafen miteinander.
Liebe versus Freundschaft – getreu dem Untertitel des Films: „Frauen kommen und gehen. Echte Freunde nicht. Oder?“ Vier Wochen bis zum Heiligabend, in denen gelacht, gelitten, viel getrunken und leidenschaftlich geliebt wird, bis zum explosiven Finale auf der Weihnachtsfeier im Motown, wo die Freundschaft zwischen Duke, Pat, Oli und Vince auf die große Probe gestellt wird.

## Hintergrund
Motown sollte ursprünglich im Ruhrgebiet spielen, wurde aufgrund von Filmfördergeldern aber dann in Erfurt gedreht.
Aufgrund des geringen Budgets wurde der Film auf Mini-DV gedreht und anschließend auf Film kopiert.
Die Ex-Frau von Oli.P, Tatiani Katrantzi, spielt im Film die Kellnerin Meike.